# Rhoptropus diporus
Rhoptropus diporus — вид геконоподібних ящірок родини геконових (Gekkonidae). Ендемік Намібії.

## Поширення і екологія
Rhoptropus diporus мешкають в пустелі Наміб на заході Намібії, від річки Мессум і гори Брандберг до річки Хуаб. Вони живуть в пустелях і сухих саванах, серед валунів та в тріщинах серед пісковикових і гранітних скель. Зустрічаються на висоті від 400 до 1500 м над рівнем моря. Ведуть денний спосіб життя, шукають їжу на поверхні скель.